# Эпоха первой Конституции
Эпоха первой Конституции (осман. مشروطيت‎; тур. İkinci Meşrûtiyyet Devri) — период в истории Турции и Османской империи, ознаменовавший начало конституционной монархии, введённой султаном Абдул-Хамидом II 23 декабря 1876 года.
Эпоха первой конституции запомнилась в истории Турции началом новых крупных правовых и политических преобразований в Османской империи.

## Предыстория

### Национальный и религиозный вопросы
К середине второй половины XIX века положение Османской империи было крайне критическим. С одной стороны, по территории империи всё больше начали происходить национальные восстания. Главной причиной этих восстаний была репрессивная политика против национальных меньшинств на территории Империи, а также притеснение их культуры и традиций. На почве таких разногласий нередко появлялись национально-освободительные группировки, целью которых было освобождение от Османской империи. Наикрупнейшими конфликтами в 1870-е стали Боснийско-герцеговинское восстание, Болгарское восстание (1876), а также Сербско-турецкая и Черногорско-турецкая войны 1876—1878 гг.
Также крайне остро обстоял религиозный вопрос в Османской империи. Официально единственной признанной религией на территории империи считался ислам, другие же религии всячески ущемлялись, в частности христианство. Такие действия также вызывали народные волнения, что позже вырастало в новые национальные восстания против Османской империи.

### Движение новых османов
Во время правления султана Абдул-Азиза империя переживала период больших финансовых трудностей, вызванных катастрофической засухой и наводнениями в Анатолии в 1873 и 1874 годах. На фоне многих кризисов и устаревшей политической системы в 1875 году появилось тайное общество – новые османы.
Новые османы, как группа либерально настроенных деятелей-исламистов, стремились преобразовать османское общество, сохранив империю и модернизировав её в соответствии с новой системой конституционной монархии. В их идеях были лозунги либерализации власти, проведения демократических реформ, а также главенствующая роль ислама, как символа объединения народов Османской империи.
Среди видных членов этого общества были писатели и публицисты, такие как Ибрагим Шинаси, Намык Кемаль, Зия-паша и другие.

## История

### Первый этап — Конституция 1876 г.

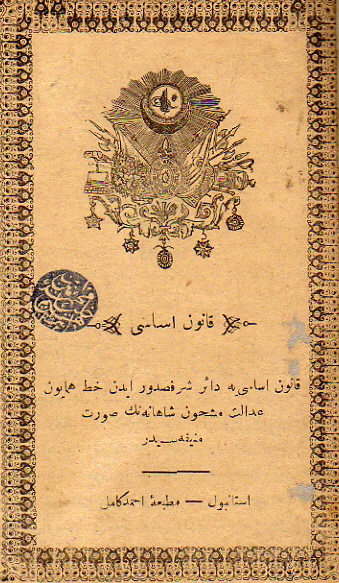
Конституция Османской империи 1876 года

Позже к обществу новых осман примкнули видные государственные деятели, самым влиятельным из которых был Мидхат-паша. Собравшись в сплочённую группу, новые османы требовали от правительства Османской империи проведения либеральных реформ, и в марте 1867 г. в этой группе был согласован проект конституции. Султан Османской империи Абдул-Азиз был ярым противником новых осман, поэтому устроил против них репрессии, вынудив Намык Кемаля и Зия-пашу бежать за границу.
Тем не менее, из-за массового недовольства и хаотичной внутренней политики Абдул-Азиз был свергнут, и после 3-месячного правления Мурада V ко власти пришёл Абдул-Хамид II, которому пришлось идти на уступки с новым правительством великого визиря Мидхат-паши и принять проект новой Конституции.
Впервые в Османской империи учреждался парламент (известный как Генеральная ассамблея Османской империи), и парламент рассматривался как голос народа, но не как место для формирования политических партий и организаций. Выборы в Парламент проходили в соответствии с временным избирательным регламентом. Парламент (Генеральная ассамблея Османской империи; مجلس عمومي, Meclis-i Umumi) была написана в два этапа. Нижней палатой двухпалатного законодательного органа была Палата депутатов (مجلس مبعوثان, Meclis-i Mebusan), в то время как верхней палатой был Сенат (مجلس أعيان, Heyet-i Ayan). Первоначальный отбор депутатов производился административными советами в провинциях (также называемых Медлис-и Умуми).
Конституция, помимо введения парламента, предоставляла каждому подданому Османской империи личную свободу и неприкосновенность независимо от национальности, расы и вероисповедания. Такая правка также помогла решить внешнеполитический вопрос по статусам Боснии, Болгарии и Герцеговины, тем самым лишив возможности мировых держав влиять на решение султана о предоставлении автономии этим регионам. Кроме того, положение конституции о равенстве подданных империи поспособствовало быстрому разоружению  Болгарского восстания.

### Второй этап — 1877–1878 г.

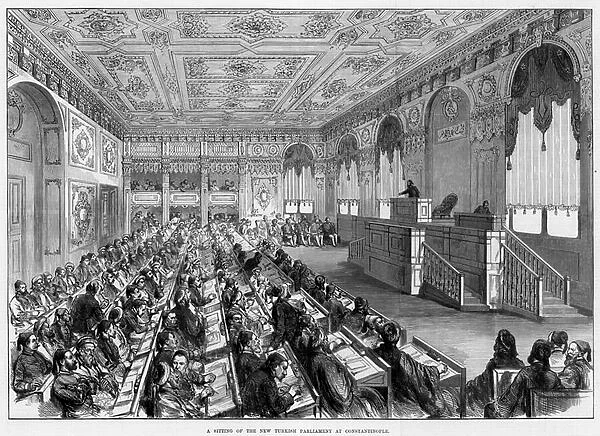
Заседание нового турецкого парламента в Константинополе. «Иллюстрированные лондонские новости», 14 апреля 1877 года.

Хоть конституция и решала некоторые острые социальные вопросы, она сильно урезала права султана на абсолютную власть, предоставляя немалую часть ведения государства парламенту. Из-за этого султан Абдул-Хамид II начал более активную репрессивную политику против новых осман. Так, 5 февраля 1877 г. Мидхат-паша был уволен с поста великого визиря и был изгнан из страны на султанской яхте «Иззеддин».
Также основной причиной недовольства султана была активная деятельность парламента: парламент критиковал деятельность правительства и поднимал свой голос в защиту прав миллетов, а также близких ко двору казнокрадах, об управлении вилайетами, об организации муниципалитетов, о бюджете и так далее.
Тем не менее, 19 марта 1877 года прошли всеобщие выборы в Парламент Османской империи, где новые османы не были допущены к баллотированию. Он состоял преимущественно из крупных землевладельцев, представителей высшей бюрократии и духовенства, делегированных от миллетов и проработал 3 месяца.
На дальнейшую политику Абдул-Хамида в отношении парламента сильно повлияла русско-турецкая война 1877-1878 гг. Султан, сославшись на начало войны потребовал переизбрания парламента, новые выборы состоялись в декабре 1877 года.
Воспользовавшись ситуацией с поражением Османской империи в русско-турецкой войне, Абдул-Хамид обвинил парламент в неэффективности управления и в середине февраля 1878 года распустил парламент на неопределённый срок. Хотя конституция формально отменена не была, парламент не собирался в течение 30 лет, до революции 1908 года.

## Последствия
Эпоха первой конституции, несмотря на свой непродолжительный период, имела большие последствия для дальнейшей истории Османской империи. С одной стороны, из-за антилиберальных настроений Абдул-Хамида парламент был распущен, и в период 1878–1908 гг. было утверждено множество репрессий и контрреформ. Позже этот период в истории Турции будет назван зулюм.
С другой же стороны, эпоха первой конституции породила много людей, вдохновлённых демократическими реформами и деятельностью новых осман и позже образуют новую группу – младотурки. Эта же группа позже устроит революцию и объявит новую эпоху, известную как «эпоха второй конституции».